# Lycosa wadaiensis
Lycosa wadaiensis är en spindelart som beskrevs av Roewer 1960. Lycosa wadaiensis ingår i släktet Lycosa och familjen vargspindlar.
Artens utbredningsområde är Tchad. Inga underarter finns listade i Catalogue of Life.